# Moisej Zelikovič Levin
Moisej Zelikovič Levin (Vilnius, 28 febbraio 1895 – Leningrado, 19 agosto 1946) è stato un regista cinematografico sovietico.

## Filmografia (parziale)

### Regista
- Putešestvie v Arzrum (1936)[1]
- Amangel'dy (1938)[2]